# Idris ovi
Idris ovi är en stekelart som först beskrevs av Alan Parkhurst Dodd 1914.  Idris ovi ingår i släktet Idris och familjen Scelionidae. Inga underarter finns listade i Catalogue of Life.